# Sōda Kiichirō

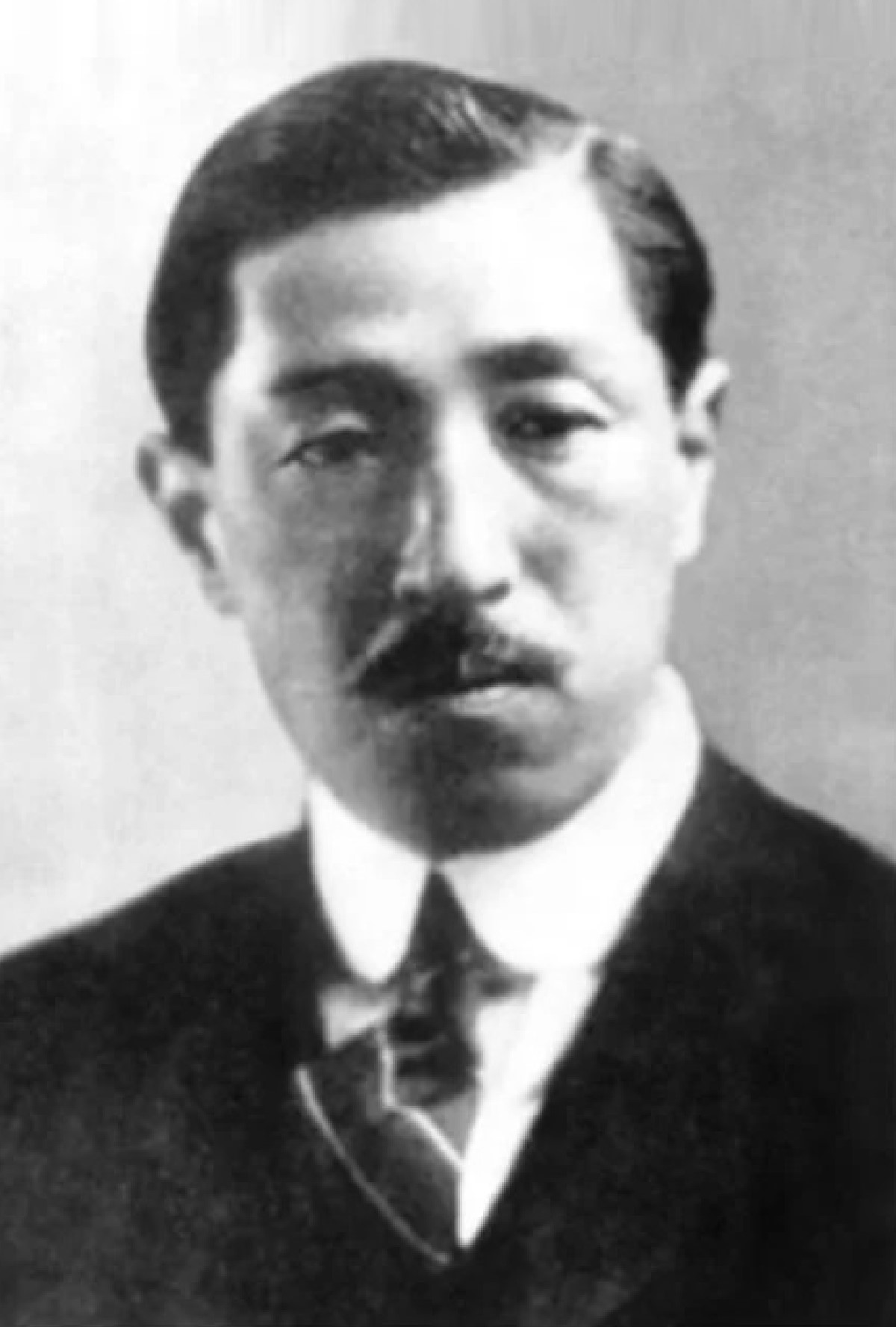
Sōda Kiichirō

Sōda Kiichirō (japanisch 左右田 喜一郎; geboren 28. Februar 1881 in Yokohama (Präfektur Kanagawa); gestorben 11. August 1927) war ein japanischer Wirtschaftstheoretiker. 

## Leben und Wirken
Sōda Kiichirō studierte unter Fukuda Tokuzō Wirtschaftswissenschaften an der „Tokyo Higher Commercial School“, der Vorgängereinrichtung der Hitotsubashi-Universität. Gleich nach seinem Abschluss 1904 bildete er sich in England, in Deutschland, wo er die Universität Freiburg besuchte und an der Universität Tübingen zum Dr. Phil. promoviert wurde, und in Frankreich weiter, wobei er sich intensiv mit den philosophischen Grundlagen der Wirtschaftswissenschaften befasste. Nach seiner Rückkehr nach Japan im Jahr 1913 hielt er Vorlesungen über seine eigene Wirtschaftsphilosophie an seiner Alma Mater und an der Philosophischen Fakultät der Kaiserlichen Universität Kyōto, wobei er als „Genie“ (鬼才, Kisai) verehrt wurde. Er veröffentlichte viele Bücher zu diesem Thema, darunter auch eine Schrift, in der er den Philosophen Nishida Kitarō kritisierte. Parallel zu seiner Forschungs- und Lehrtätigkeit wurde er Präsident der „Sōda Bank“ (左右田銀行, Sōda ginkō), einem Familienunternehmen, das jedoch aufgrund der wirtschaftlichen Depression zu Beginn der Shōwa-Zeit in den Konkurs getrieben wurde. 1925 wurde er Mitglied des Oberhauses des Parlaments.
Zunächst befasste sich Sōda mit der Geldwerttheorie, erforschte später aber neue Aspekt der Wirtschaftsphilosophie, war auf der Suche nach objektiven Werten in der Gesellschaft. Zu seinen Hauptwerken zählen „Geld und Wert“ (deutsch, 1909), „Die logische Natur der Wirtschaftsgesetze“ (deutsch, 1911), „Keizai tetsugaku no shomondai“ (経済哲学の諸問題) – „Die verschiedenen Probleme der Wirtschaftsphilosophie“ (1917) und „Bunka kachi to kyokugen gainen“ (文化価値と極限概念) „Kulturelle Werte und Grenzbegriffe“ (1922).
Sōda wurde mit dem Preis des „Kaiserlichen Gakushiin“ (帝国学士院), einer Gelehrtenvereinigung, ausgezeichnet.  Einer seiner Schüler und Mitarbeiter war Sugimura Kōzō (1895–1948).